# Gerhard Fieseler Werke
Gerhard Fieseler Werke var en tysk flygplanstillverkare under 1930-1940-talet.
Företaget startades av Gerhard Fieseler 1 april 1930 under namnet Fieseler Flugzeugbau när han köpte Segelflugzeugbau Kassel och ändrade dess verksamhet till att även omfatta motorflygplan. Fieseler, som tidigare arbetat vid Raab-Katzenstein kunde från sin tidigare arbetsgivare ta med sig nästan färdiga konstruktioner. Trots att företaget mer och mer arbetade med motorflygplan tillverkade man på beställning några vid den tiden mest avancerade segelflygplan. Robert Kronfelds Wien och Österreich samt Wolf Hirths Musterle var några av de segelflygplan som tillverkades av Fieseler.  
När Fieseler 1934 i Paris vann världsmästerskapen i avancerad flygning med flygplanet F 2 Tiger blev företaget och dess produkter uppmärksammat. Framgången följdes av skolflygplanet och konstflygplanet F 5. 1936 deltog företaget i Reichsluftfahrtministeriums (RLM) konstruktionstävling om ett nytt spaningsflygplan med STOL egenskaper. Företaget segrade i tävlingen med sin Fi 156 Storch som kom att tillverkas i över 3 000 exemplar för Luftwaffes räkning under andra världskriget. Strax före kriget 1939 bytte företaget namn till Gerhard Fieseler Werke.
Under kriget tillverkade företaget en specialvariant av Bf 109 T för den tyska marinens räkning, tänkt för basering ombord på Graf Zeppelin. Dessutom licenstillverkades Focke-Wulf Fw 190. 1941 väckte företagets flygande bomb Fi 103 uppmärksamhet hos RLM, och efter att den blivit utvärderad kom den i produktion under namnet Fieseler FZG-76, mer känd under benämningen V-1. Konstruktionen vidareutvecklades i slutet av kriget till "kamikazeflygplanet" Fi 103 Reichenberg. När Fieselers huvudfabrik ändrade produktionen till Bf 109:or 1943, började man istället bygga Storchflygplan vid Mrázfabriken i Böhmen-Mähren. Ett stort antal byggdes även i den erövrade Morane-Saulnierfabriken i Frankrike, med början från april 1942 (som flygplanet MS.500 Criquet). Båda fabrikerna fortsatte produktionen efter kriget för den civila marknaden (i Tjeckoslovakien hette flygplanet K-65 Čáp och 138 exemplar byggdes fram till 1949).
Under kriget bombades fabriken ett flertal gånger av de allierade. Trots detta lyckades Fieseler hålla igång produktionen av flygplan. Totalt arbetade runt 10 000 personer vid fabriken varav ett 1 000-tal tvångsarbetare från Frankrike och Holland.

## Flygplan tillverkade vid Fieseler
- F 2 Tiger sportflygplan, 1932
- F 3 Wespe flygande vinge konstruerad av Alexander Lippisch
- F 4
- F 5 skolflygplan sportflygplan, 1933
- Fi 6
- Fi 97
- Fi 98, dubbeldäckat jaktflygplan, 1936
- Fi 99
- Fi 103 (V-1)
- Fi 103 Reichenberg, Kamikazeflygplan
- Fi 156 Storch, spanings och sambandsflygplan med STOL egenskaper
- Fi 157, obemannat flygplan
- Fi 158, bemannad variant av Fi 157
- Fi 166
- Fi 167, dubbeldäckat fartygsbaserat torped, bomb och spaningsflygplan
- Fi 253
- Fi 256,
- Fi 333, transportlygplan
- Bf 109 T
- Focke-Wulf Fw 190